# Soïdas
Soïdas (altgriechisch Σοΐδας) war ein antiker griechischer Bildhauer aus Naupaktos.
Zusammen mit Menaichmos schuf er eine Goldelfenbeinstatue der Artemis Laphria für das Heiligtum der Göttin in Kalydon. Nach der Schlacht bei Actium übersiedelte Augustus die Einwohner von Kalydon in das neugegründete und seinen Sieg feiernde Nikopolis bei Actium. Die Statue gelangte in der Folge nach Patras, das das kalydonische Territorium übernahm und das in besonderer Weise von Augustus begünstigt wurde. Auch die Statue der Laphria war eine seiner Stiftungen nach Patras. Dort sah Pausanias im 2. Jahrhundert n. Chr. das Goldelfenbeinbild, das noch zu seiner Zeit auf der Akropolis der Stadt verehrt wurde. Pausanias gegenüber behauptete man, die Bildhauer hätten bald nach Kanachos aus Sikyon und Kallon von Aigina gearbeitet. Dies würde zu einer Akme spätestens um 450 v. Chr. führen, da Kanachos am Ende des 6. Jahrhunderts, Kallon bis etwa 460 v. Chr. wirkten. Doch ist die Datierung des Soïdas umstritten.